# Slag bij Algiers (1956-1957)
De Slag bij Algiers (Arabisch: معركة الجزائر, Frans: Battalie d'Alger) was een campagne die werd uitgevochten tijdens de Algerijnse Oorlog. 
Het bestond uit stedelijke guerrillaoorlogvoering en terroristische aanslagen uitgevoerd door het Nationaal Bevrijdingsfront Front de libération nationale (FLN) tegen de Franse autoriteiten in Algiers, en door de Franse autoriteiten, het leger en Franse terroristische organisaties tegen het FLN.
Beide partijen richtten zich tijdens de slag op burgers. Het conflict begon met aanvallen van het FLN op Franse troepen en pieds-noirs (kolonialisten van Algerije), gevolgd door een aanval op Algerijnse burgers in Algiers door een groep kolonisten die onderdeel waren van de terroristische groep "La Main Rouge", die werd geholpen door de politie. Het geweld escaleerde, wat de Franse gouverneur-generaal ertoe bracht het Franse leger in Algiers in te zetten om het FLN te onderdrukken. Generaal Jacques Massu kreeg van civiele autoriteiten volle bevoegdheden en elimineerde het FLN uit Algiers tussen januari en september 1957. Het gebruik van marteling, gedwongen verdwijningen en illegale executies door de Fransen veroorzaakten later controverse in Frankrijk.